# Kapla (Tabor)
Kapla is een plaats in Slovenië en maakt deel uit van de gemeente Tabor in de NUTS-3-regio Savinjska. De plaats telde 257 inwoners op 1 januari 2020.